# Gråbukig törntyrann
Gråbukig törntyrann (Agriornis micropterus) är en fågel i familjen tyranner inom ordningen tättingar.

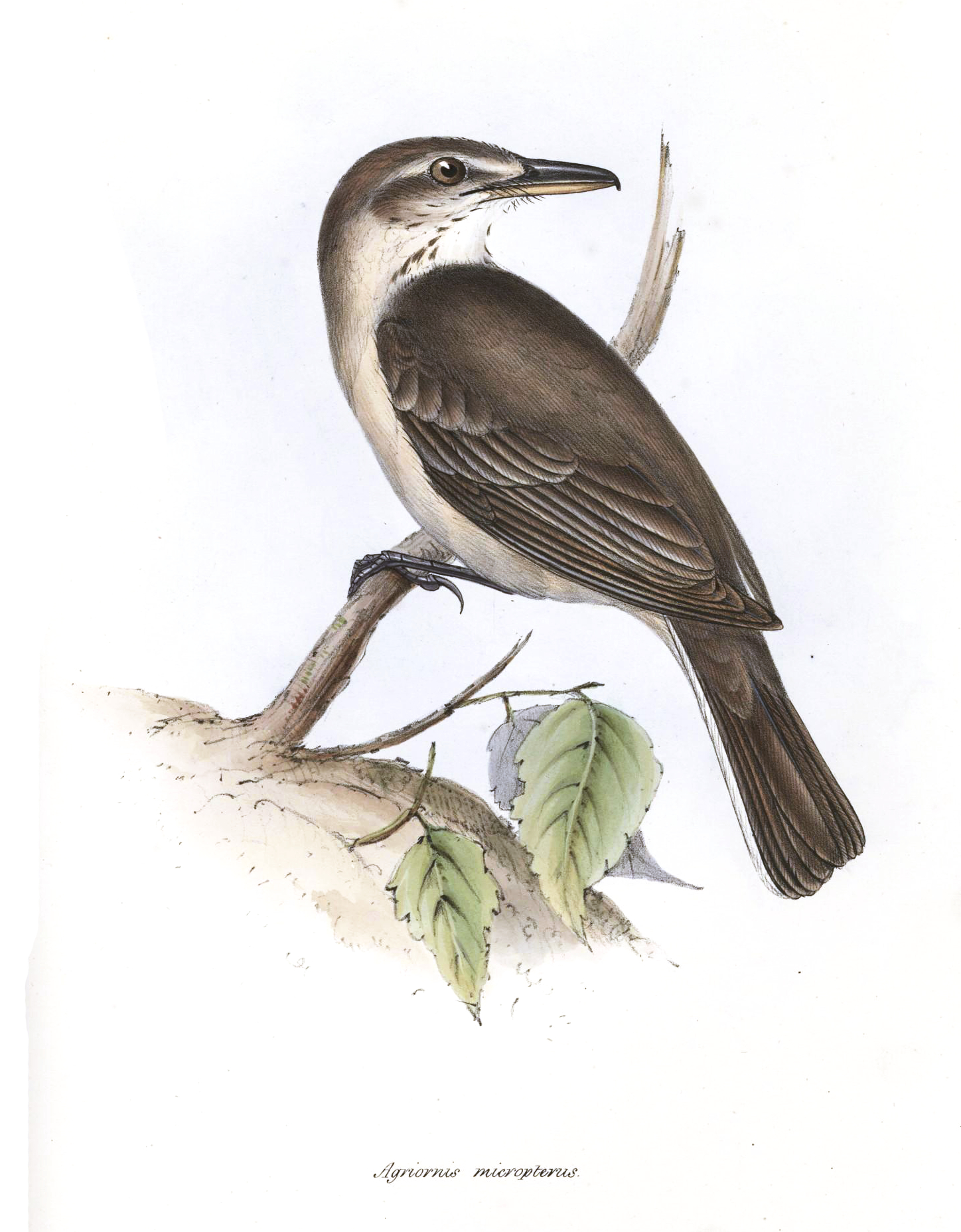

## Utseende
Gråbukig törntyrann är en stor och enfärgad tyrann. Den urskiljs genom den övervägande färglösa fjäderdräkten, med gråaktig buk och undergump, svartaktig stjärt och relativt kraftig näbb.

## Utbredning och systematik
Gråbukig törntyrann delas in i två distinkta underarter med följande utbredning:
- Agriornis micropterus andecola - förekommer i Anderna från södra Peru till Bolivia, i nordvästra Argentina och i norra Chile.
- Agriornis micropterus micropterus - förekommer i Anderna i södra Argentina, övervintrar i västra Paraguay och södra Uruguay.

## Levnadssätt
Gråbukig marktyrann hittas lokalt i halvöppna och öppna buskmarker i torrare områden i Anderna och Patagonien. Där ses den sitta tydligt i busktoppar och träd samt på telefontrådar. Den springer snabbt på marken och jagar lätt ifatt småödlor och andra byten.

## Status
Arten har ett stort utbredningsområde och beståndet anses vara stabilt. Internationella naturvårdsunionen IUCN listar den därför som livskraftig (LC).